# Georges Lacombe (linguiste)
Pour les articles homonymes, voir Lacombe et Georges Lacombe.
Georges Lacombe, né le 31 janvier 1879 à Orthez et mort le 13 juillet 1947 à Paris 14e, est un linguiste, bascologue et académicien basque français de langue basque et française.

## Biographie
Fils d'un père agenais et d’une mère bascophone bas-navarraise de Saint-Palais, Georges Lacombe étudie dans les écoles secondaires de Digne et d'Angoulême. Diplômé en Lettres à Paris, il part faire son service militaire en 1900.
Pendant quelques années, il est inscrit en philosophie à la Sorbonne et commence des études sur un recueil de poésies lyriques de Salaberry. Georges Lacombe entre dans la Société française de philosophie tout en se constituant une précieuse bibliothèque spécialisée dans la thématique basque. En 1907, Julio Urkixo lui offre le secrétariat de la nouvelle « Revue Internationale des Études Basques ». Georges Lacombe correspond dès lors avec des intellectuels de premier plan, de langue et culture basque comme en témoignent ses lettres à Resurreccion Maria Azkue, Pierre Broussain, Julio Urkixo, Martin Landerretxe, Gustave Guillaume, et ainsi de suite. 
Cela ne l'empêche pas d'être également un membre de la Société de Linguistique de Paris dès 1907, dont il assure la présidence en 1932. Georges Lacombe est aussi membre de l'Institut français d'anthropologie. En 1910, il traduit de l'allemand Christianus Cornelius Uhlenbeck et un an plus tard, il préside Eskualzaleen Biltzarra,. 
À la veille de la Première Guerre mondiale, il prépare avec l'aide du Dr Jean Etchepare, un doctorat en Lettres sur le dialecte des Aldudes. Mais la guerre vient modifier ses plans et en 1916, blessé en Lorraine, Georges Lacombe perd son bras droit à l'hôpital d'Amiens. Ses lettres adressées à Martin Landerretxe durant cette période sont extrêmement intéressante et témoignent d'un esprit rare et incisif. 
À la fin de la guerre, il reprend son train de vie académique. Déjà membre « correspondant » en 1912 de l'Académie de la langue basque ou Euskaltzaindia, il est désormais nommé membre « titulaire » et ainsi comble le poste laissé par Pierre Broussain, décédé en 1920. Il dit avoir fait un recueil de 600 pages de la lexicologie, phonétique et la morphologie qu'il semble avoir perdu dans les Aldudes (sauf qu'Henri Gavel le publiera dans "E. Jakintza" en 1947). 
En 1922, il participe au IIIe « Congrès des Études Basques » et y fait une présentation. En 1930, il étudie le souletin puis travaillera en 1937 avec la collaboration d'Henri Gavel sur Grammaire basque, laissant l’œuvre inachevée. Georges Lacombe publie plus de 150 travaux ou articles à la Revue Internationale des Études Basques et dans d'autres revues, dont un bref article dans les Langues du Monde, ouvrage collectif publié sous la direction d'Antoine Meillet et de Marcel Cohen (1924), revue et corrigé en 1947. 
Il meurt à Paris en juillet 1947. Il aura effectué de nombreux travaux sur la langue et la littérature basques. Sa personnalité est unique dans le domaine de la bascologie. Agnostique, libéral, apolitique, Georges Lacombe était un admirateur de Bergson et ami autant des bascophiles que des nationalistes. Leur correspondance, publiées surtout dans le Bulletin du Musée basque (1968, 1982 et 1985) révèle une personne d'une grande richesse humaine. 